# Comté de Polk (Floride)
Pour les articles homonymes, voir Comté de Polk.
Le comté de Polk (Polk County) est un comté situé dans l'État de Floride, aux États-Unis. Sa population est estimée en 2020 à 725 046 habitants. Son siège est Bartow et la plus grande ville du comté est Lakeland. Le comté est fondé en 1861 et doit son nom à James K. Polk, 11e président des États-Unis.
L'économie du comté est basée sur l'agriculture (citron), l'élevage, et l'industrie du phosphate et des engrais.

## Comtés adjacents
- Comté de Lake (nord)
- Comté d'Orange (nord-est)
- Comté d'Osceola (est)
- Comté d'Okeechobee (sud-est)
- Comté de Highlands (sud-est)
- Comté de Hardee (sud)
- Comté de Manatee (sud-ouest)
- Comté de Hillsborough (ouest)
- Comté de Sumter (nord-ouest)
- Comté de Pasco (nord-ouest)

## Principales villes

### Citys
- Auburndale
- Bartow
- Davenport
- Eagle Lake
- Fort Meade
- Frostproof
- Haines City
- Lake Alfred
- Lakeland
- Lake Wales
- Mulberry
- Polk City
- Winter Haven

### Towns
- Dundee
- Hillcrest Heights
- Lake Hamilton

### Village
- Highland Park

## Démographie
| Groupe                           | Comté de Polk | Floride | États-Unis |
| -------------------------------- | ------------- | ------- | ---------- |
| Blancs                           | 75,2          | 75,0    | 72,4       |
| Afro-Américains                  | 14,8          | 16,0    | 12,6       |
| Autres                           | 5,5           | 3,7     | 6,4        |
| Métis                            | 2,5           | 2,5     | 2,9        |
| Asiatiques                       | 1,6           | 2,4     | 4,8        |
| Amérindiens                      | 0,5           | 0,4     | 0,9        |
| Total                            | 100           | 100     | 100        |
|                                  |               |         |            |
| Hispaniques et Latino-Américains | 17,7          | 22,5    | 16,7       |

| 1870  | 1880  | 1890  | 1900   | 1910   | 1920   |
| ----- | ----- | ----- | ------ | ------ | ------ |
| 3 169 | 3 181 | 7 905 | 12 472 | 24 148 | 38 661 |

| 1930   | 1940   | 1950    | 1960    | 1970    | 1980    |
| ------ | ------ | ------- | ------- | ------- | ------- |
| 72 291 | 86 665 | 123 997 | 195 139 | 227 222 | 321 652 |

| 1990    | 2000    | 2010    | - | - | - |
| ------- | ------- | ------- | - | - | - |
| 405 382 | 483 924 | 602 095 | - | - | - |